# SLS Linux
Softlanding Linux System (SLS) is een van de oudste Linuxdistributies. Het werd in 1992 bedacht door Peter MacDonald. Er kon voor het eerst een cd aangekocht of gedownload worden met installatiescripts erop. Voordat SLS Linux bestond moest alles met de hand gecompileerd worden.
SLS Linux was een van de meest populaire Linuxdistributies van die tijd, en bevatte XFree86 2.1. Bij de laatste versie werd Linux 1.0 meegeleverd, aangepast door Softlanding.
SLS Linux kende grote populariteit totdat de ontwikkelaars besloten het uitvoertype te wijzigen van a.out naar ELF. Als reactie hierop forkte Patrick Volkerding SLS Linux en noemde de nieuwe distributie Slackware. Slackware werd al snel populair en nam de plaats in van SLS Linux. Tegelijkertijd besloot Ian Murdock door zijn frustraties met SLS Linux om een heel nieuwe Linuxdistributie te ontwikkelen: Debian.